# کنت ماندرویل
کنت ماندرویل (انگلیسی: Kent Manderville؛ زادهٔ ۱۲ آوریل ۱۹۷۱) بازیکن هاکی روی یخ اهل کانادا است.
از باشگاه‌هایی که در آن بازی کرده‌است می‌توان به فیلادلفیا فلایرز، ادمونتون اویلرز، و کارولینا هوریکانز اشاره کرد.